# Gasthof zum Ochsen (Stetten im Remstal)

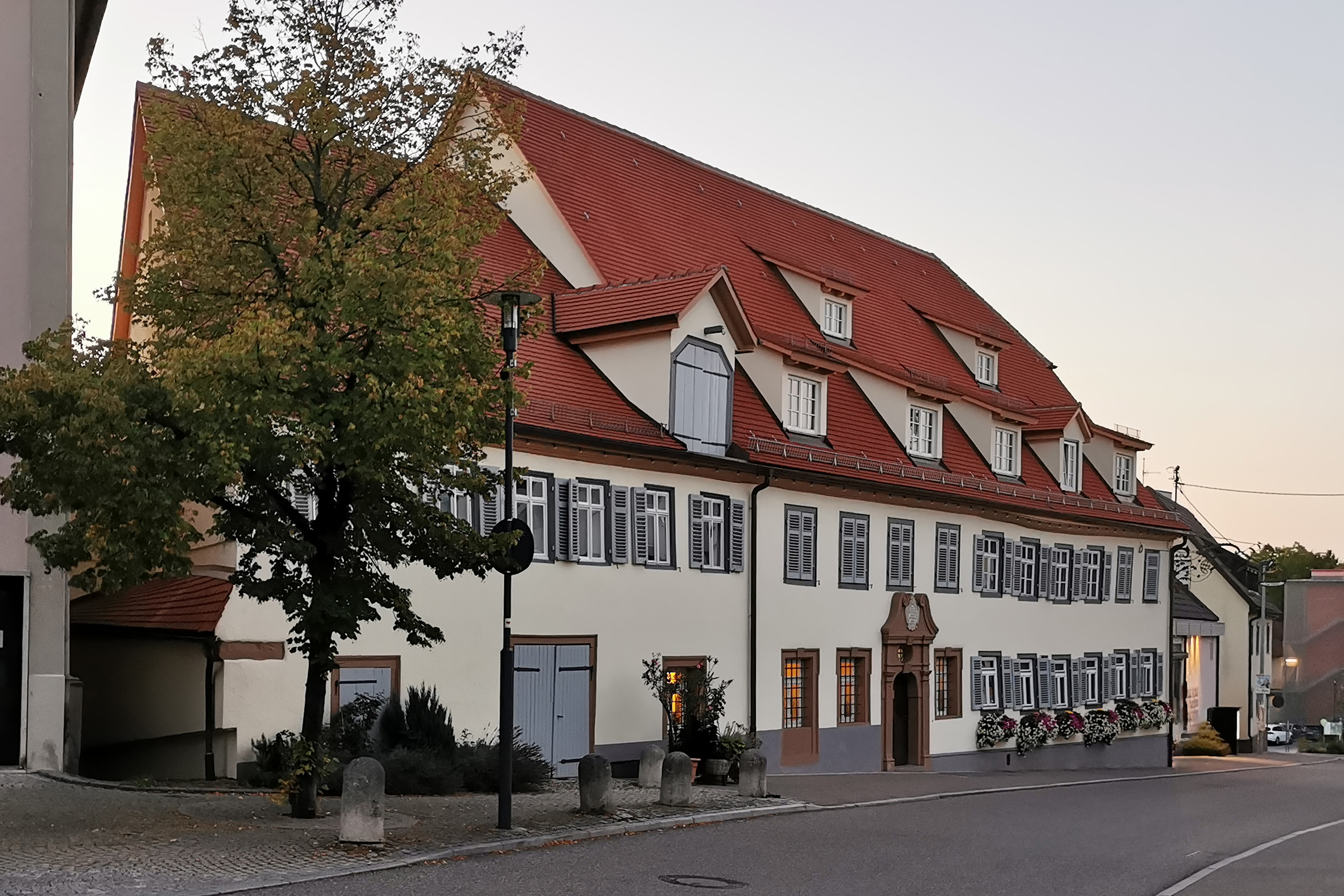
Das Gebäude

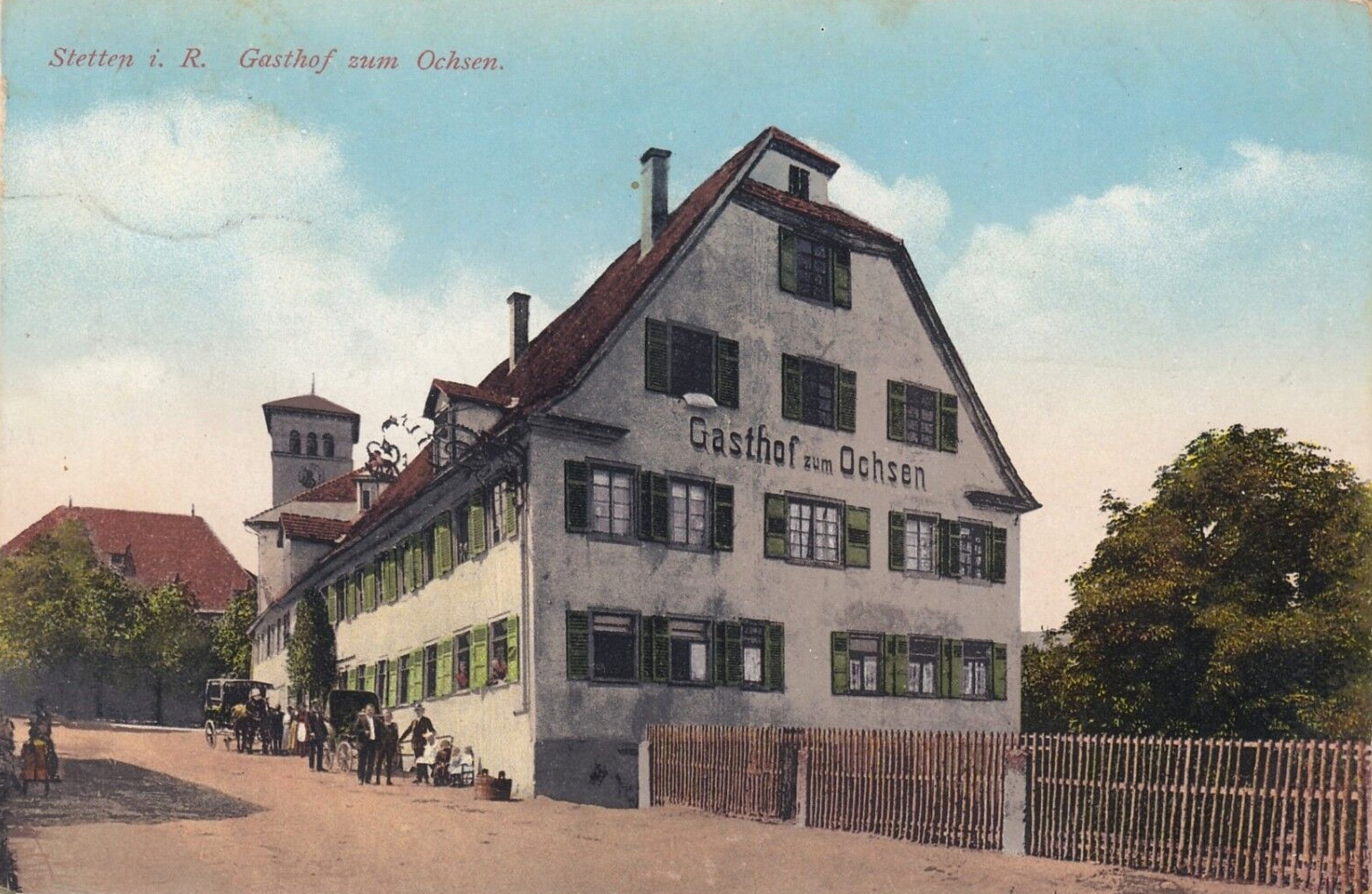
Gasthof auf Ansichtskarte, 1911

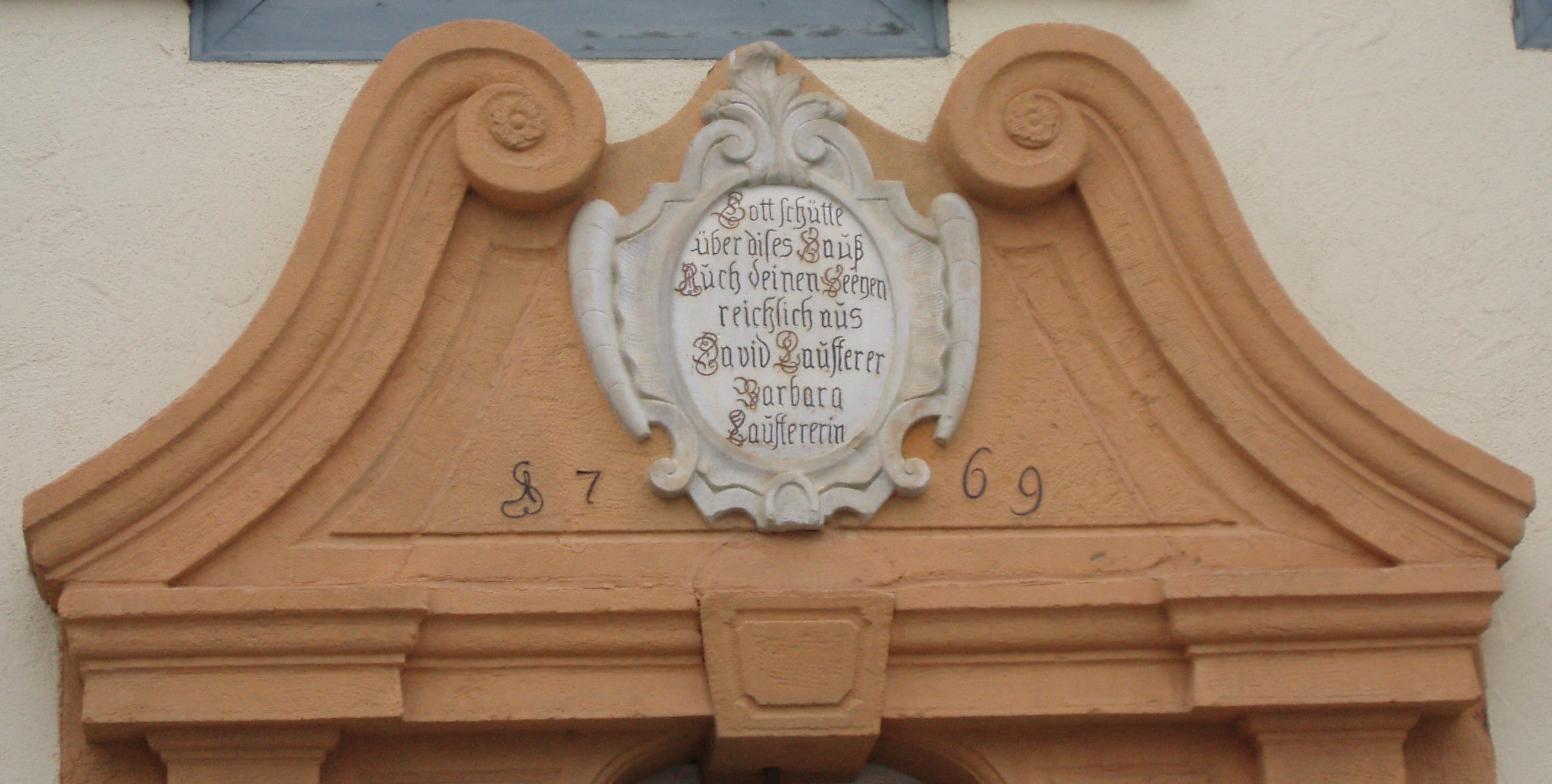
Inschrift über dem Eingang

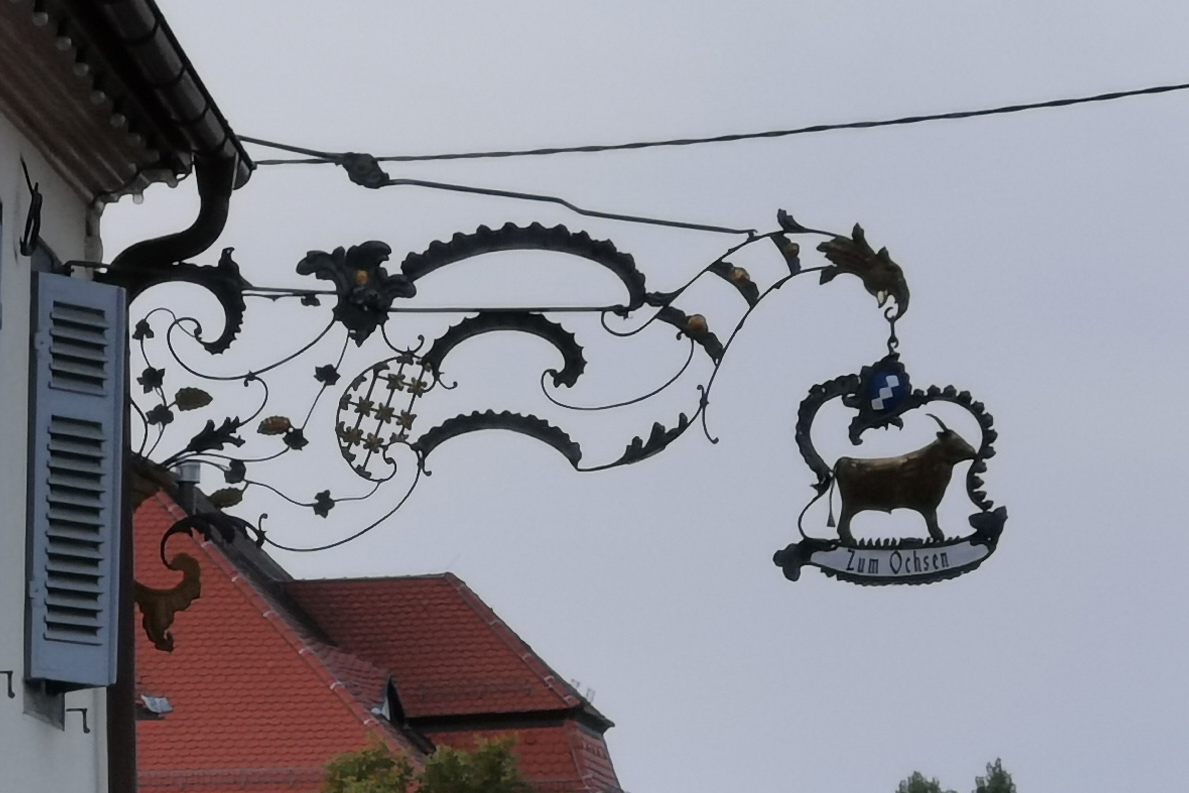
Der schmiedeeiserne barocke Gasthausausleger

Der Gasthof zum Ochsen in der Kirchstraße 15 in Stetten im Remstal ist eine ehemalige Herberge der Herren von Stetten und auch heute noch ein Restaurant.

## Geschichte
Das barocke Gebäude wurde im 17. Jahrhundert auf historischen Fundamenten erbaut. Seit 1648 befindet sich darin eine Gastherberge.
1727 geht es in den bürgerlichen Besitz über.
Der Gasthof, der unter Denkmalschutz steht, wurde 1769 umgebaut und erweitert. Zeitweise gehörte es einer Wirtsfamilie namens Lausterer; eine Inschrift über der Tür zeugt von dieser Epoche. Sie lautet:
Gott schütte über dieses Hauß / Auch deinen Seegen reichlich aus / David Lausterer / Barbara Laustererin.
Vermutlich handelte es sich bei diesen beiden Personen um den 1740 geborenen Johann David Lausterer und seine Frau Catharina Barbara, geborene Currle. Seit 1905 ist das Gasthaus im Besitz der Familie Schlegel.
In den 1990er Jahren wurde die Fassade des Hauses restauriert.
1991 war Michael Schumacher, am Ende seines ersten Formel-1-Jahres, im Rahmen eines Geheimtreffens mit Jürgen Hubbert und Norbert Haug zu Gast.
Seit 2018 befindet sich der Gasthof im Besitz der Architektenfamilie Jeggle. Betreiberin ist Ilka Jeggle. Im Zuge dessen wurden auch einige Renovierungs- und Umgestaltungsarbeiten für rund 1,15 Mio. €, durch den Architekten Gerhard Jeggle durchgeführt. Im rückwärtigen Freibereich wurden zwei Häuser gebaut. Im Zuge der Bebauung wurde auch eine historische Wasserburg gefunden. Des Weiteren wurde die vormals geschlossene Metzgerei wiedereröffnet. 2021 beschäftigte das Haus 38 Mitarbeiter.

## Ausstattung
Das Gebäude besteht aus Tanzsaal, Stallungen und einer Metzgerei. Insbesondere der Tanzsaal bietet, nach Einschätzung von Denkmalschützern in der Region Seltenheitswert.
Des Weiteren existieren unterhalb des Gebäudes zwei Gewölbekeller, welche früher als Kohlekeller genutzt wurden. Im inneren befinden sich zwei Gasträume, die mit diagonal angeordneten Kassettendecken ausgestattet sind.
Besonderheiten sind außerdem das große Barockportal an der Kirchstraße und der schmiedeeiserne barocke Gasthausausleger von 1769.